# Campeonato Gaúcho de Futebol de 2003 - Série A
O Campeonato Gaúcho de Futebol de 2003, foi a 83ª edição da competição no Estado do Rio Grande do Sul. A disputa teve início em 1º de fevereiro e o término em 3 de julho de 2003. O campeão deste ano foi o Internacional.

## Participantes
| - Caxias (Caxias do Sul) - 42ª - Esportivo (Bento Gonçalves) - 33ª - Glória (Vacaria) - 12ª - Grêmio (Porto Alegre) - 61ª - Guarani-VA (Venâncio Aires) - 13ª - Internacional (Porto Alegre) - 59ª - Juventude (Caxias do Sul) - 41ª - Passo Fundo (Passo Fundo) - 25ª - Pelotas (Pelotas) - 47ª | - 15 de Novembro (Campo Bom) - 9ª - Santa Cruz -RS (Santa Cruz do Sul) - 34ª - Santo Ângelo (Santo Ângelo) - 14ª - São Gabriel (São Gabriel) - 3ª - São José-CS (Cachoeira do Sul) - 3ª - São José-PoA (Porto Alegre) - 19ª - Veranópolis (Veranópolis) - 10ª - Palmeirense (Palmeira das Missões) - 6ª - São Luiz (Ijuí) - 17ª |

## Sistema de disputa
Os 18 times dividiram-se em 2 grupos:
No grupo 1 participaram os times das séries A e B do Campeonato Brasileiro de 2003: Grêmio, Internacional, Juventude e Caxias. Os times jogaram em turno e returno - os 2 primeiros colocados avançaram às semifinais.
No grupo 2, bem mais longo, participaram os outros 14 times - 2 times avançaram às semifinais. Os 2 últimos colocados deste grupo foram rebaixados.
Nas semifinais, o 1º colocado de um grupo enfrentou o 2º colocado do outro em jogos de ida e volta - o vencedor de cada confronto avançou às finais.
As finais também foram disputadas em jogos de ida e volta - o vencedor foi declarado campeão.

## Tabela
Grupo 1
Chave Única[editar | editar código-fonte]
| Classificação |               |    |   |   |   |   |    |    |    |
| Time | Time          | PG | J | V | E | D | GP | GC | SG |
| 1 | Internacional | 11 | 6 | 3 | 2 | 1 | 9  | 8  | 1  |
| 2 | Juventude     | 10 | 6 | 2 | 4 | 0 | 14 | 11 | 3  |
| 3 | Caxias        | 8  | 6 | 2 | 2 | 2 | 8  | 7  | 1  |
| 4 | Grêmio        | 2  | 6 | 0 | 2 | 4 | 5  | 10 | -5 |
| PG - pontos ganhos; J - jogos; V - vitórias; E - empates; D - derrotas; GP - gols pró; GC - gols contra; SG - saldo de gols |               |    |   |   |   |   |    |    |    |

Grupo 2
Chave Única[editar | editar código-fonte]
| Classificação |                |    |    |    |    |    |    |    |     |
| Time | Time           | PG | J  | V  | E  | D  | GP | GC | SG  |
| 1 | 15 de Novembro | 45 | 26 | 12 | 9  | 5  | 42 | 23 | 19  |
| 2 | São Gabriel    | 44 | 26 | 13 | 5  | 8  | 42 | 34 | 8   |
| 3 | Santa Cruz     | 42 | 26 | 13 | 3  | 10 | 39 | 33 | 6   |
| 4 | Glória         | 42 | 26 | 12 | 6  | 8  | 39 | 28 | 11  |
| 5 | São José-CS    | 40 | 26 | 12 | 4  | 10 | 48 | 36 | 12  |
| 6 | Guarani-VA     | 40 | 26 | 11 | 7  | 8  | 39 | 35 | 4   |
| 7 | Santo Ângelo   | 39 | 26 | 11 | 6  | 9  | 37 | 30 | 7   |
| 8 | Esportivo      | 38 | 26 | 10 | 8  | 8  | 37 | 31 | 6   |
| 9 | São José-POA   | 35 | 26 | 8  | 11 | 7  | 39 | 34 | 5   |
| 10 | Pelotas        | 34 | 26 | 9  | 7  | 10 | 45 | 40 | 5   |
| 11 | Passo Fundo    | 33 | 26 | 10 | 3  | 13 | 33 | 59 | -26 |
| 12 | Veranópolis    | 32 | 26 | 9  | 5  | 12 | 29 | 42 | -13 |
| 13 | Palmeirense    | 21 | 26 | 5  | 6  | 15 | 25 | 52 | -27 |
| 14 | São Luiz       | 18 | 26 | 4  | 6  | 16 | 25 | 42 | -17 |
| PG - pontos ganhos; J - jogos; V - vitórias; E - empates; D - derrotas; GP - gols pró; GC - gols contra; SG - saldo de gols |                |    |    |    |    |    |    |    |     |

Semifinal
11/06 Juventude 2 x 2 15 de Novembro - Alfredo Jaconi
11/06 São Gabriel 0 x 1 Internacional - Sílvio de Faria Corrêa
18/06 15 de Novembro 0 x 0 Juventude - Sady Schmidt
18/06 Internacional 4 x 1 São Gabriel - Beira Rio

### Finais
- 25 de junho

15 de Novembro 0 x 2 Internacional - Sady Schmidt, Campo Bom (RS). Gols: Nilmar (36'/1ºT) e Daniel Carvalho (05'/2ºT).
Arbitragem: Vinicius Costa da Costa, auxiliado por Altemir Hausmann e Marcelo Oliveira e Silva. Cartões Amarelos: Marcão, Cléber, Massei e Pansera (15); André Cruz, Wilson e Sangaletti (I). Cartão Vermelho: Pansera (15).
15 de Novembro: Márcio Angonese; Borges Neto, Luiz Oscar (Maico) e Júnior; Marcão, Massei, Pansera, Cleber (Canela) e Marcelo Müller; Carazinho (Adão) e Sandro Sotilli. Técnico: Guilherme Macuglia.
Internacional: Clemer, Gavilán (Fernando Cardozo), Wilson, André Cruz e Vinícius; Sangaletti, Claiton, Flávio (Geninho) e Daniel Carvalho; Diego (Cleiton Xavier) e Nilmar. Técnico: Muricy Ramalho.
- 3 de julho

Internacional 1 x 0 15 de Novembro - Beira-Rio, Porto Alegre (RS). Gol: Flávio (32'/1ºT).
Arbitragem: Carlos Eugênio Simon, auxiliado por Villi Tissot e José Dias Bittencourt. Cartões Amarelos: Flávio (I); Sananduva e Luiz Oscar (15).
Internacional: Clemer; Fernando Cardozo, Sangaletti e André Cruz; Gavilán, Claiton, Flávio (Geninho), Daniel Carvalho (Luciano Valente) e Edu Silva; Nilmar e Jéfferson Feijão (Cleiton Xavier). Técnico: Muricy Ramalho.
15 de Novembro: Márcio Angonese; Fábio Braz, Luiz Oscar e Júnior (Carazinho); Borges Neto, Marcão, Sananduva, Maico e André Duarte (Marcelo Muller); Sandro Sotilli e Canela (Cléber). Técnico: Guilherme Macuglia.
Campeão: Sport Club Internacional

## Artilheiro
- 18 gols: Flávio Dias (Pelotas)

## Campeão
| Campeonato Gaúcho de 2003          |
| Porto Alegre                       |
| ---------------------------------- |
| Internacional Campeão (35º título) |

## Campeão do Interior
| Campeão do Interior de 2003 |
| Campo Bom                   |
| --------------------------- |
| 15 de Campo Bom 2º título   |

## Segunda Divisão
Campeão: Ulbra (Canoas)
Vice-Campeão: Novo Hamburgo (Novo Hamburgo)

## Terceira Divisão
Campeão: Lami (Porto Alegre)
Vice-Campeão: Riograndense (Santa Maria)